# 特吕耶尔河畔讷韦格利斯
特呂耶爾河畔讷韦格利斯（法語：Neuvéglise-sur-Truyère，法語發音：[nœveɡliz syʁ tʁyjɛʁ]）是法国康塔尔省的一个市镇，属于圣弗卢尔区。该市镇于2017年由原市镇讷韦格利斯、拉瓦斯特里、奥拉杜尔和塞里耶合并而成，行政中心位于讷韦格利斯。

## 地理
特吕耶尔河畔讷韦格利斯（44°55'44"N, 2°59'2"E）面积125.23 平方千米，位于法国奥弗涅-罗讷-阿尔卑斯大区康塔爾省，该省份为法国中南部省份，位于法國中央高原中心，北起科雷兹省、上盧瓦爾省和多姆山省，西接洛特省和科雷兹省，南至阿韦龙省和洛特省，东临上盧瓦爾省和洛泽尔省。
与特吕耶尔河畔讷韦格利斯接壤的市镇（或旧市镇、城区）包括：屈萨克、莱泰尔讷、维勒迪约、阿勒兹、弗里德丰、圣马夏尔、绍德赛格、埃斯皮纳斯、圣玛丽、古尔迪耶日、塞藏。
特吕耶尔河畔讷韦格利斯的时区为UTC+01:00、UTC+02:00（夏令时）。

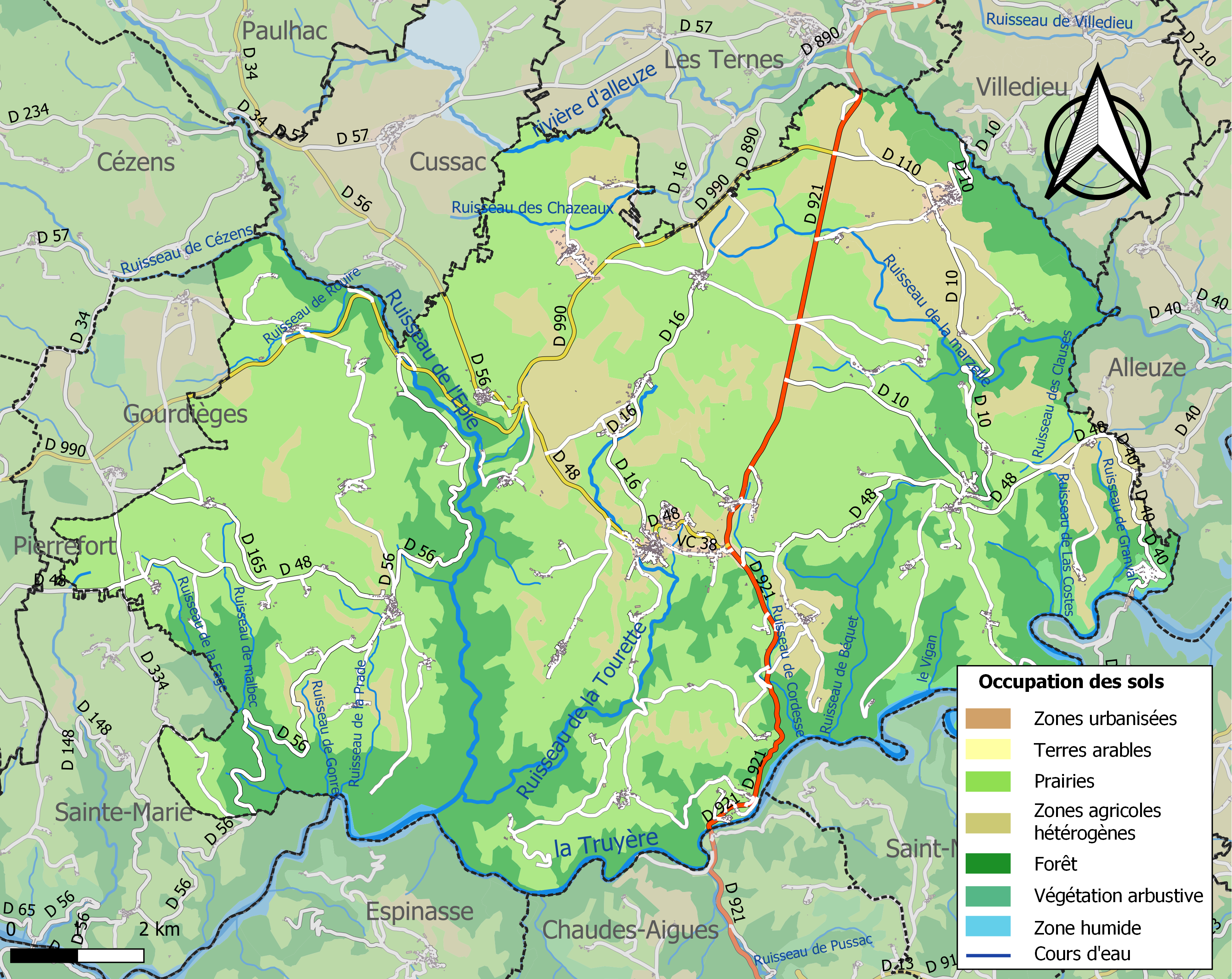
特吕耶尔河畔讷韦格利斯的OSM定位图

## 行政
特吕耶尔河畔讷韦格利斯的邮政编码为15260，INSEE市镇编码为15142。

## 政治
特吕耶尔河畔讷韦格利斯所属的省级选区为特吕耶尔河畔讷韦格利斯县。

## 人口
特吕耶尔河畔讷韦格利斯于2022年1月1日时的人口数量为1689人。